# Racibórz
Racibórz (IPA: /ra'ćibusz/) (tyska: Ratibor, tjeckiska: Ratiboř) är en stad i södra Polen med 60 218 invånare (2006). Staden ligger i provinsen Schlesiens vojvodskap sedan 1999. Den ligger 40 km från Ostrava.
Stadens största tidning heter Nowiny Raciborskie. 	
Staden är uppdelad i 11 administrativa distrikt. 
1. Centrum
2. Nowe Zagrody
3. Ocice
4. Stara Wieś
5. Miedonia
6. Ostróg
7. Markowice
8. Płonia
9. Brzezie
10. Sudół
11. Studzienna

## Historia
Staden grundade 1008 av Racibor. Den fick stadsrättigheter 1217.

## Vänstäder
- Kaliningrad, Kaliningrad oblast, Ryssland
- Kędzierzyn-Koźle, Opole vojvodskap, Polen
- Leverkusen, Nordrhein-Westfalen, Tyskland
- Opava, Mähren-Schlesien, Tjeckien
- Roth, Bayern, Tyskland
- Tysmenytsia, Ivano-Frankivsk oblast, Ukraina
- Wrexham, Wales